# Julio Joao Ortiz
Julio Joao Ortiz Landázuri (Esmeraldas, Ecuador, 1 de mayo de 1996) es un futbolista ecuatoriano. Juega de centrocampista y su equipo actual es Portland Timbers de la Major League Soccer de Estados Unidos.

## Trayectoria

### Inicios
Realizó las divisiones formativas en El Nacional y Universidad Católica de Quito. En 2014 realiza su debut en el fútbol profesional, jugó en la victoria 2-1 frente a Deportivo Cuenca el 5 de diciembre de ese año. La siguiente temporada fue cedido a préstamo al San Antonio Fútbol Club de la Segunda Categoría.

### Plaza Colonia
También en la temporada 2015 fue cedido a préstamo al Club Plaza Colonia de Deportes para disputar la Segunda División de Uruguay, permanenció hasta 2016.

### Clan Juvenil
En su regreso al país es cedido al recién ascendido Club Deportivo Clan Juvenil.

### Deportivo Cuenca
En 2018 y 2019 jugó para el Deportivo Cuenca de la Primera Categoría.

### Delfín
En 2020 fue fichado por el Delfín Sporting Club de Manta.

### Liga Deportiva Universitaria
El 7 de enero de 2022 fue anunciado como fichaje en Liga Deportiva Universitaria por cinco años en una transferencia de sus derechos federativos.

### Independiente del Valle
El 11 de julio de 2022, Liga anuncia la transferencia definitiva de Joao Ortiz a Independiente del Valle.

### Portland Timbers
El 15 de enero de 2025 se anunció su transferencia al Portland Timbers de la Major League Soccer de Estados Unidos, con un contrato hasta 2027 con opción a extenderlo uno más.

## Selección nacional

### Selección absoluta
Fue convocado al partido amistoso frente a México que se jugó el 27 de octubre de 2021, debutando en aquel encuentro y jugando de titular. El encuentro terminaría 2-3 favorable para Ecuador.
También sería convocado para otro partido amistoso, esta vez ante El Salvador. Se mantendría en la banca de suplentes durante todo el encuentro y finalizaría 1-1.
El 29 de mayo de 2024, fue incluido en la lista de 26 futbolistas convocados por Félix Sánchez Bas para su participación en la Copa América 2024.

#### Participaciones en eliminatorias
| Eliminatorias      | Sede            | Resultado   | Partidos | Goles |
| ------------------ | --------------- | ----------- | -------- | ----- |
| Eliminatorias 2026 | América del Sur | Clasificado | 5        | 0     |

#### Participaciones en Copa América
| Copa              | Sede           | Resultado        | Partidos | Goles |
| ----------------- | -------------- | ---------------- | -------- | ----- |
| Copa América 2024 | Estados Unidos | Cuartos de final | 0        | 0     |

### Partidos internacionales
Actualizado al último partido disputado el 9 de junio de 2024.
| \| N.° \| Fecha \| Ciudad \| Oponente \| Resultado \| Resultado \| Competencia \| \| --- \| ------------------------ \| ------------ \| --------- \| --------- \| --------- \| ----------------------------- \| \| 1. \| 27 de octubre de 2021 \| Charlotte \| México \| 3-2 \| Victoria \| Amistoso \| \| 2. \| 17 de junio de 2023 \| Harrison \| Bolivia \| 1-0 \| Victoria \| Amistoso \| \| 3. \| 7 de septiembre de 2023 \| Buenos Aires \| Argentina \| 0-1 \| Derrota \| Eliminatorias al Mundial 2026 \| \| 4. \| 12 de septiembre de 2023 \| Quito \| Uruguay \| 2-1 \| Victoria \| Eliminatorias al Mundial 2026 \| \| 5. \| 12 de octubre de 2023 \| La Paz \| Bolivia \| 2-1 \| Victoria \| Eliminatorias al Mundial 2026 \| \| 6. \| 16 de noviembre de 2023 \| Maturín \| Venezuela \| 0-0 \| Empate \| Eliminatorias al Mundial 2026 \| \| 7. \| 21 de noviembre de 2023 \| Quito \| Chile \| 1-0 \| Victoria \| Eliminatorias al Mundial 2026 \| \| 8. \| 21 de marzo de 2024 \| Harrison \| Guatemala \| 2-0 \| Victoria \| Amistoso \| \| 9. \| 9 de junio de 2024 \| Chicago \| Argentina \| 0-1 \| Derrota \| Amistoso \| |                          |              |           |           |           |                               |
| N.° | Fecha                    | Ciudad       | Oponente  | Resultado | Resultado | Competencia                   |
| 1. | 27 de octubre de 2021    | Charlotte    | México    | 3-2       | Victoria  | Amistoso                      |
| 2. | 17 de junio de 2023      | Harrison     | Bolivia   | 1-0       | Victoria  | Amistoso                      |
| 3. | 7 de septiembre de 2023  | Buenos Aires | Argentina | 0-1       | Derrota   | Eliminatorias al Mundial 2026 |
| 4. | 12 de septiembre de 2023 | Quito        | Uruguay   | 2-1       | Victoria  | Eliminatorias al Mundial 2026 |
| 5. | 12 de octubre de 2023    | La Paz       | Bolivia   | 2-1       | Victoria  | Eliminatorias al Mundial 2026 |
| 6. | 16 de noviembre de 2023  | Maturín      | Venezuela | 0-0       | Empate    | Eliminatorias al Mundial 2026 |
| 7. | 21 de noviembre de 2023  | Quito        | Chile     | 1-0       | Victoria  | Eliminatorias al Mundial 2026 |
| 8. | 21 de marzo de 2024      | Harrison     | Guatemala | 2-0       | Victoria  | Amistoso                      |
| 9. | 9 de junio de 2024       | Chicago      | Argentina | 0-1       | Derrota   | Amistoso                      |

## Estadísticas

### Clubes
Actualizado al último partido disputado el 17 de agosto de 2025.
| Club                                   | Temporada     | Liga          | Liga  | Liga  | Copas nacionales | Copas nacionales | Copas internacionales | Copas internacionales | Total | Total |
| Club                                   | Temporada     | Div.          | Part. | Goles | Part.            | Goles            | Part.                 | Goles                 | Part. | Goles |
| -------------------------------------- | ------------- | ------------- | ----- | ----- | ---------------- | ---------------- | --------------------- | --------------------- | ----- | ----- |
| Universidad Católica · Ecuador         | 2014          | 1.ª           | 1     | 0     | Inexistentes     | Inexistentes     | —                     | —                     | 1     | 0     |
| Universidad Católica · Ecuador         | Total equipo  | Total equipo  | 1     | 0     | 0                | 0                | 0                     | 0                     | 1     | 0     |
| Plaza Colonia · Uruguay                | 2014-15       | 2.ª           | 3     | 0     | Inexistentes     | Inexistentes     | Inexistentes          | Inexistentes          | 3     | 0     |
| Plaza Colonia · Uruguay                | 2015-16       | 1.ª           | 0     | 0     | Inexistentes     | Inexistentes     | Inexistentes          | Inexistentes          | 0     | 0     |
| Plaza Colonia · Uruguay                | Total equipo  | Total equipo  | 3     | 0     | 0                | 0                | 0                     | 0                     | 3     | 0     |
| Deportivo Quito · Ecuador              | 2016          | 2.ª           | 2     | 0     | Inexistentes     | Inexistentes     | Inexistentes          | Inexistentes          | 2     | 0     |
| Deportivo Quito · Ecuador              | Total equipo  | Total equipo  | 2     | 0     | 0                | 0                | 0                     | 0                     | 2     | 0     |
| Cumbayá F. C. · Ecuador                | 2017          | 3.ª           | 18    | 2     | Inexistentes     | Inexistentes     | Inexistentes          | Inexistentes          | 18    | 2     |
| Cumbayá F. C. · Ecuador                | Total equipo  | Total equipo  | 18    | 2     | 0                | 0                | 0                     | 0                     | 18    | 2     |
| Clan Juvenil · Ecuador                 | 2017          | 1.ª           | 14    | 0     | Inexistentes     | Inexistentes     | Inexistentes          | Inexistentes          | 14    | 0     |
| Clan Juvenil · Ecuador                 | 2018          | 2.ª           | 13    | 1     | Inexistentes     | Inexistentes     | Inexistentes          | Inexistentes          | 13    | 1     |
| Clan Juvenil · Ecuador                 | Total equipo  | Total equipo  | 27    | 1     | 0                | 0                | 0                     | 0                     | 27    | 1     |
| Deportivo Cuenca · Ecuador             | 2018          | 1.ª           | 2     | 0     | Inexistentes     | Inexistentes     | 0                     | 0                     | 2     | 0     |
| Deportivo Cuenca · Ecuador             | 2019          | 1.ª           | 18    | 0     | 4                | 0                | Inexistentes          | Inexistentes          | 22    | 0     |
| Deportivo Cuenca · Ecuador             | Total equipo  | Total equipo  | 20    | 0     | 4                | 0                | 0                     | 0                     | 24    | 0     |
| Delfín S. C. · Ecuador                 | 2020          | 1.ª           | 25    | 2     | —                | —                | 6                     | 0                     | 31    | 2     |
| Delfín S. C. · Ecuador                 | 2021          | 1.ª           | 30    | 1     | 2                | 0                | —                     | —                     | 32    | 1     |
| Delfín S. C. · Ecuador                 | Total equipo  | Total equipo  | 55    | 3     | 2                | 0                | 6                     | 0                     | 63    | 3     |
| Liga Deportiva Universitaria · Ecuador | 2022          | 1.ª           | 13    | 0     | 0                | 0                | 8                     | 0                     | 21    | 0     |
| Liga Deportiva Universitaria · Ecuador | Total equipo  | Total equipo  | 13    | 0     | 0                | 0                | 8                     | 0                     | 21    | 0     |
| Independiente del Valle · Ecuador      | 2022          | 1.ª           | 13    | 1     | 7                | 2                | 5                     | 0                     | 25    | 3     |
| Independiente del Valle · Ecuador      | 2023          | 1.ª           | 26    | 0     | 1                | 0                | 9                     | 0                     | 36    | 0     |
| Independiente del Valle · Ecuador      | 2024          | 1.ª           | 29    | 1     | 5                | 0                | 8                     | 1                     | 42    | 2     |
| Independiente del Valle · Ecuador      | Total equipo  | Total equipo  | 68    | 2     | 13               | 2                | 22                    | 1                     | 103   | 5     |
| Portland Timbers Estados Unidos        | 2025          | 1.ª           | 17    | 0     | 2                | 0                | 3                     | 0                     | 22    | 0     |
| Portland Timbers Estados Unidos        | Total equipo  | Total equipo  | 17    | 0     | 2                | 0                | 3                     | 0                     | 22    | 0     |
| Total carrera                          | Total carrera | Total carrera | 224   | 8     | 21               | 2                | 39                    | 1                     | 284   | 11    |
| 1. 2.                                  |               |               |       |       |                  |                  |                       |                       |       |       |

## Palmarés

### Campeonatos nacionales
| Título               | Club                    | Año  |
| -------------------- | ----------------------- | ---- |
| Copa Ecuador         | Independiente del Valle | 2022 |
| Supercopa de Ecuador | Independiente del Valle | 2023 |

### Campeonatos internacionales
| Título              | Club                    | Año  |
| ------------------- | ----------------------- | ---- |
| Copa Sudamericana   | Independiente del Valle | 2022 |
| Recopa Sudamericana | Independiente del Valle | 2023 |